# Финляндия на зимних Олимпийских играх 1984
На Зимних Олимпийских играх 1984 года Финляндию представляло 45 спортсменов (40 мужчин и 5 женщин), выступивших в 6 видах спорта. Они завоевали 4 золотых, 3 серебряных и 6 бронзовых медалей, что вывело финскую сборную на 4-е место в неофициальном командном зачёте.

## Медалисты
| Медаль  | Спортсмен                                                             | Вид спорта         | Дисциплина                |
| ------- | --------------------------------------------------------------------- | ------------------ | ------------------------- |
| Золото  | Марья-Лийса Кирвесниеми                                               | Лыжные гонки       | Женщины, 5 км             |
| Золото  | Марья-Лийса Кирвесниеми                                               | Лыжные гонки       | Женщины, 10 км            |
| Золото  | Марья-Лийса Кирвесниеми                                               | Лыжные гонки       | Женщины, 20 км            |
| Золото  | Матти Нюкянен                                                         | Прыжки с трамплина | Мужчины, большой трамплин |
| Серебро | Аки Карвонен                                                          | Лыжные гонки       | Мужчины, 15 км            |
| Серебро | Йоуко Карьялайнен                                                     | Лыжное двоеборье   | Мужчины                   |
| Серебро | Матти Нюкянен                                                         | Прыжки с трамплина | Мужчины, малый трамплин   |
| Бронза  | Харри Кирвесниеми                                                     | Лыжные гонки       | Мужчины, 15 км            |
| Бронза  | Харри Кирвесниеми Юха Мието Аки Карвонен Кари Ристанен                | Лыжные гонки       | Мужчины, эстафета         |
| Бронза  | Аки Карвонен                                                          | Лыжные гонки       | Мужчины, 50 км            |
| Бронза  | Эйя Хюютияйнен Марья-Лийса Кирвесниеми Марьо Матикайнен Пиркко Мяяття | Лыжные гонки       | Женщины, эстафета         |
| Бронза  | Юкка Юлипулли                                                         | Лыжное двоеборье   | Мужчины                   |
| Бронза  | Яри Пуйкконен                                                         | Прыжки с трамплина | Мужчины, малый трамплин   |